# Anna Tiberg
Anna Magdalena Theresia Tiberg, född 10 januari 1977, är en svensk journalist och redaktör.
Anna Tiberg har tidigare arbetat på Dagens Arbete (2004–2019) och varit editionschef på Hem & Hyra (2019–2023). Sedan 2023 arbetar hon som grävredaktör på Svenska Dagbladet.
Hon har tilldelats arbetsledarpriset Gyllene dynamon av Föreningen grävande journalister, vunnit Guldspaden en gång och nominerats ytterligare tre samt fått Fackförbundspressens journalistpris två gånger. Hon har även lett arbetet med flera granskningar som nominerats och prisats av både Guldspadejuryn och Sveriges Tidskrifter. 2011 tilldelades hon Ludvig Nordström-priset.
Tiberg är sambo med journalisten Erik Niva och tillsammans har de två barn.